# Giro dell'Emilia 1952
Il Giro dell'Emilia 1952, trentaseiesima edizione della corsa, si svolse il 1º maggio 1952 su un percorso di 299 km. La vittoria fu appannaggio dell'italiano Gino Bartali, che completò il percorso in 8h30'00", precedendo i connazionali Giuseppe Minardi e Fausto Coppi.
Sul traguardo di Bologna 55 ciclisti, su 105 partiti dalla medesima località, portarono a termine la competizione. 

## Ordine d'arrivo (Top 10)
| Pos. | Corridore         | Squadra         | Tempo     |
| ---- | ----------------- | --------------- | --------- |
| 1    | Gino Bartali      | Bartali         | 8h30'00"' |
| 2    | Giuseppe Minardi  | Legnano         | s.t.      |
| 3    | Fausto Coppi      | Bianchi-Pirelli | s.t.      |
| 4    | Loretto Petrucci  | Bianchi-Pirelli | a 1'05"   |
| 5    | Arrigo Padovan    | Atala-Pirelli   | a 1'20"   |
| 6    | Giancarlo Astrua  | Atala-Pirelli   | s.t.      |
| 7    | Giacomo Zampieri  | Bottecchia      | s.t.      |
| 8    | Vittorio Rossello | Fréjus          | a 1'48"   |
| 9    | Luciano Maggini   | Atala-Pirelli   | s.t.      |
| 10   | Renzo Soldani     | Legnano         | s.t.      |